# Annie Arniel
Annie Arniel (mai 1873 - 9 février 1924) est une suffragette et une défenseure des droits des femmes, née à Harrington, aux États-Unis. Devenue veuve en 1910, elle joue un rôle clé pour obtenir le vote des femmes aux États-Unis, et est arrêtée à plusieurs reprises pour avoir manifesté en faveur du vote des femmes.

## Biographie
Née à Harrington, Delaware, aux États-Unis, sous le nom d'Anna L. Melvin, elle épouse George Arniel du Canada et devient veuve en 1910. Annie Arniel est une ouvrière d'usine, vivant au centre-ville de Wilmington, dans le Delaware, lorsqu'elle est recrutée par Mabel Vernon et Alice Paul pour devenir membre du National Woman's Party (NWP). En tant que membre des Silent Sentinels, elle fait partie des six premières suffragistes arrêtées et emprisonnées le 27 juin 1917 à la Maison-Blanche. Elle purge huit peines de prison pour avoir manifesté en faveur du  suffrage : trois jours en juin 1917 ; 60 jours à la prison d'Occoquan en Virginie, d'août à septembre 1917, pour piquetage ; 15 jours pour un meeting à Lafayette Square ; et cinq peines de cinq jours chacune en janvier et février 1919 pour les démonstrations de tir de surveillance du NWP.
Après avoir participé à une manifestation au Capitole des États-Unis en octobre 1919, Annie Arniel est « si brutalement traitée par la police qu'elle perd connaissance et blessée au dos. Elle est emmenée à l'hôpital, et la police déclare qu'elle a été « un peu brutalisée » lorsque sa banderole a été saisie. À l'hôpital, la police dit aux préposés qu'elle a été blessée dans un accident de voiture ».
Selon l'état-civil du Delaware, elle est décédée le 9 février 1924, à l'âge de 55 ans. La cause du décès est « asphyxie par gaz éclairant ; intention de suicide » .